# Lee Ho-jung
Lee Ho-jung (en hangul, 이호정; nacida el 20 de enero de 1997) es una actriz y modelo surcoreana.
 

## Carrera
Seo Hye-won comenzó su carrera profesional primero como modelo. En principio parecía que su baja estatura le impediría trabajar en este sector, pero cuando cursaba el tercer año de escuela secundaria creció 15 cm hasta alcanzar los 171, y entonces, en el verano de 2011, se inscribió en una academia de modelaje. Debutó con la colección de otoño/invierno de 2012 de la diseñadora Hong Eun-joo.
En 2015 se graduó en el Departamento de Modelos de Moda en la Escuela Secundaria de Artes de Entretenimiento Hanlim. Mientras tanto, había aparecido ya en las principales revistas de moda, como Vogue, Elle, W, Allure y Harper's Bazaar, y había comenzado a intervenir como modelo de publicidad en televisión. Por otra parte, tuvo asimismo una intensa actividad en el campo del vídeo musical, con apariciones en canciones, entre otras, de Kim Hyung-jun («Sorry I’m Sorry») y B1A4 («Sleep and Good Night»). También colaboró con el miembro de EXO Chanyeol.
En mayo de ese mismo año, 2015, firmó un contrato con la agencia YG KPlus.
Después de unos años dedicada a las pasarelas, comenzó a sentir cierto cansancio por lo que, según ella misma, tiene de repetitivo. En ese momento estaba viendo mucho cine y sintió que quería entrar en el campo de la actuación: «modelar es casi como una vocación. Es algo que puedo hacer bien con confianza, y es el trabajo con el que estoy más familiarizada. Y creo que a la actuación todavía le falta el modificador de ser actriz. Entonces parece más interesante», declaraba en 2017, año en el que debutó en cine con la película Midnight Runners.
En 2016 había debutado en televisión con una breve aparición en el primer episodio de Moon Lovers: Scarlet Heart Ryeo, con el papel de una amiga de la protagonista Go Ha-jin (IU), a la que traiciona teniendo una aventura con su novio. Del mismo año es Night Light, donde la actriz tiene ya un papel más extenso: es la hija única de Son Ki-tae, propietario de un conglomerado financiero.
Su primer papel protagonista fue en la serie web de 2018 Flower Ever After (Naver TV). En ella es So-Young Han, una nueva empleada de una gran corporación, amada por todos.
En 2019 actuó en la película bélica The Battle of Jangsari, con el papel de una joven que se disfraza de hombre para alistarse como voluntaria y participar en una batalla de la guerra de Corea.
En 2022 participó en el reparto principal de la serie web de acción La canción de los bandidos, disponible en Netflix desde el 22 de septiembre de 2023. En ella su personaje es el de la hija de un campesino que empuña las armas para vengarse de la persona que mató a sus padres.

## Filmografía

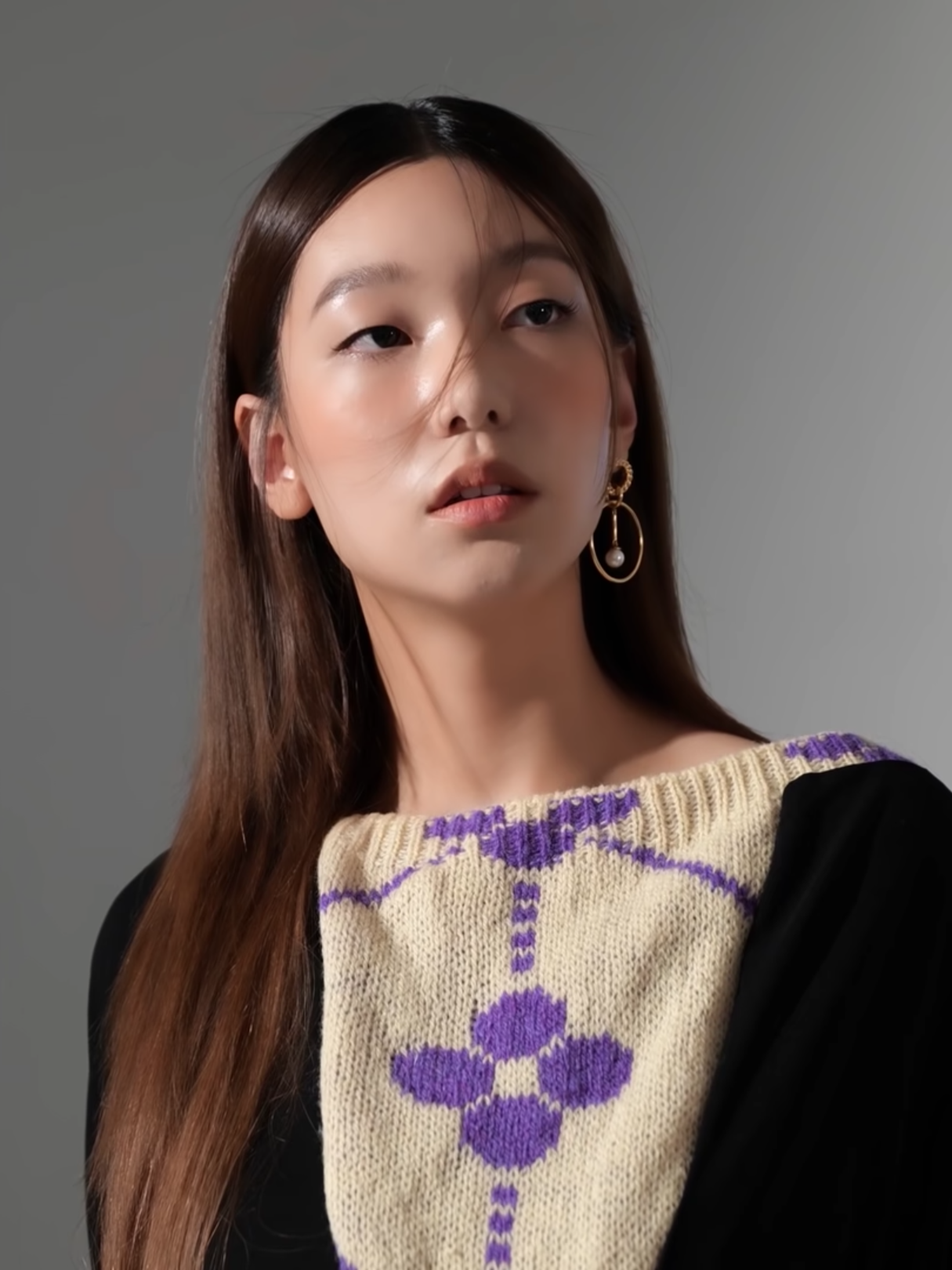
Lee Ho-jung en Marie Claire Korea (2021)

### Cine
| Año  | Título                     | Hangul              | Papel           | Notas              | Ref.          |
| ---- | -------------------------- | ------------------- | --------------- | ------------------ | ------------- |
| 2017 | Midnight Runners           | 청년경              | Lee Yoon-jung   |                    | [ 5 ]         |
| 2019 | The Battle of Jangsari     | 사리: 잊혀진 영웅들 | Moon Jong-nyeo  |                    | [ 9 ] [ 11 ]  |
| 2020 | Unalterable                | 얼굴없는 보스       | Shin Mi-young   |                    | [ 12 ]        |
| 2021 | Hostage: Missing Celebrity | 인질                | Saet-byeol      |                    | [ 13 ] [ 14 ] |
| 2023 | My Heart Puppy             | 멍뭉이              | On-woo          | Aparición especial | [ 15 ]        |
| 2024 | Escape                     | 탈주                | Chica del rifle | Aparición especial | [ 16 ]        |

### Series de televisión
| Año  | Título                          | Papel                    | Canal    | Notas                          | Ref.          |
| ---- | ------------------------------- | ------------------------ | -------- | ------------------------------ | ------------- |
| 2016 | Moon Lovers: Scarlet Heart Ryeo | Ae-ra                    | SBS      | Cameo (episodio n.º 1)         | [ 7 ]         |
| 2016 | White Nights                    | Son Ma-ri                | MBC      |                                | [ 7 ] [ 17 ]  |
| 2018 | Let Me Introduce Her            | Lee Hyun-soo             | SBS      |                                | [ 18 ]        |
| 2018 | Flower Ever After               | Han So-young             | Naver TV | Serie web - protagonista       | [ 8 ]         |
| 2021 | Nevertheless                    | Yoon-sol                 | JTBC     |                                | [ 19 ] [ 20 ] |
| 2022 | Jinx's Lover                    | Jo Jang-kyung            | KBS2     |                                | [ 21 ] [ 22 ] |
| 2023 | Moving                          | Yang Se-eun              | Disney+  | Serie web - aparición especial |               |
| 2023 | La canción de los bandidos      | Eon Nyeon-i              | Netflix  | Serie web                      | [ 10 ] [ 23 ] |
| 2025 | Un chico ejemplar               | Kim Yeon-ha/Drug Monster | JTBC     |                                | [ 24 ]        |

### Vídeos musicales
| Año  | Título                                                        | Artista        | Ref.   |
| ---- | ------------------------------------------------------------- | -------------- | ------ |
| 2012 | Sorry I'm Sorry                                               | Kim Hyung-jun  | [ 25 ] |
| 2012 | Baby Good Night (おやすみ Good Night) (JPN version)           | B1A4           | [ 25 ] |
| 2013 | You Don't Know Love (촌스럽게 왜 이래)                        | K.Will         | [ 26 ] |
| 2013 | Let's Talk About You (너부터 잘 해) (featuring Bomi of Apink) | M.I.B          |        |
| 2014 | Backhug (뒤에서 안아줘)                                       | Lyn            | [ 27 ] |
| 2014 | Miss You ... Crying (보고 싶어...운다)                        | Lyn            | [ 27 ] |
| 2014 | Missing (쉽지않아)                                            | Teen Top       | [ 28 ] |
| 2015 | Hey Jude                                                      | Shin Ji-soo    | [ 29 ] |
| 2015 | Let's Not Fall In Love (우리 사랑하지 말아요)                 | Big Bang       | [ 30 ] |
| 2015 | Mayo (마요) (featuring Beenzino)                              | Shin Seung-hun | [ 31 ] |
| 2016 | I Am You, You Are Me (너는 나 나는 너)                        | Zico           | [ 32 ] |
| 2016 | I Don't Love You (널 사랑하지 않아)                           | Urban Zakapa   | [ 33 ] |

## Premios y nominaciones
| Año  | Premio                              | Categoría                  | Resultado | Ref.   |
| ---- | ----------------------------------- | -------------------------- | --------- | ------ |
| 2013 | Fashion Photographer's Night        | Premio a la novata del año | Ganadora  | [ 34 ] |
| 2015 | 30th Korea Best Dressed Swan Awards | Premio a modelo femenina   | Ganadora  | [ 35 ] |
| 2021 | Miz Model Korea Selection Contest   | Premio al talento          | Ganadora  | [ 36 ] |